# Swiss O Week 2014
Die Swiss O Week 2014 war die sechste Austragung des schweizerischen Mehrtages-Orientierungslaufes. Sie fand vom 19. bis 26. Juli 2014 in und in der Gegend um Zermatt statt. Die Gesamtsiege in der Eliteklasse gingen an die Schweizer Daniel Hubmann und Simone Niggli.

## Etappenübersicht
| #         | Bezeichnung        | Datum    | Ort            | Bahn HE               | Bahn DE               | Höhe ü. Meer (Start → Ziel) | Bemerkung                             |
| --------- | ------------------ | -------- | -------------- | --------------------- | --------------------- | --------------------------- | ------------------------------------- |
| Prolog    | Die Einstimmende   | 19. Juli | Zermatt        | 2,5 km, 80 Hm, 20 P.  | 2,1 km, 70 Hm, 15 P.  | 1620 m → 1600 m             | nur Elite                             |
| 1. Etappe | Die Touristische   | 20. Juli | Zermatt        | -                     | -                     | 1620 m → 1600 m             |                                       |
| 2. Etappe | Die Überwältigende | 21. Juli | Stafelalp      | 8,4 km, 360 Hm, 23 P. | 5,5 km, 270 Hm, 15 P. | 2420 m → 2410 m             |                                       |
| 3. Etappe | Die Himmlische     | 22. Juli | Gornergrat     | 9,5 km, 450 Hm, 24 P. | 7,1 km, 300 Hm, 21 P. | 2680 m → 2570 m             | ursprünglich als 5. Etappe vorgesehen |
| 4. Etappe | Die Liebliche      | 24. Juli | Grüensee       | 7,2 km, 300 Hm, 30 P. | 5,4 km, 260 Hm, 24 P. | 2400 m → 2300 m             |                                       |
| 5. Etappe | Die Eisige         | 25. Juli | Trockener Steg | 9,1 km, 430 Hm, 25 P. | 5,8 km, 300 Hm, 21 P. | 2870 m → 2870 m             | ursprünglich als 3. Etappe vorgesehen |
| 6. Etappe | Die Genussvolle    | 26. Juli | Sunnegga       | 6,8 km, 420 Hm, 24 P. | 4,9 km, 250 Hm, 18 P. | 2570 m → 2230 m             |                                       |

## Ergebnisse

### Herren
| Datum    | Ort            | 1. Platz                                                  | 2. Platz                         | 3. Platz                                                              | Anmerkungen           |
| -------- | -------------- | --------------------------------------------------------- | -------------------------------- | --------------------------------------------------------------------- | --------------------- |
| 19. Juli | Zermatt        | Mårten Boström 30pxIFK Lidingö                            | Matthias Kyburz 30pxOLK Fricktal | Daniel Hubmann 30pxOL Regio Wil Oskar Sjöberg 30pxOLG Herzogenbuchsee | 2,5 km, 80 Hm, 20 P.  |
| 21. Juli | Stafelalp      | Baptiste Rollier 30pxANCO                                 | Matthias Kyburz 30pxOLK Fricktal | Marc Lauenstein 30pxANCO                                              | 8,4 km, 360 Hm, 23 P. |
| 22. Juli | Gornergrat     | Baptiste Rollier 30pxANCO                                 | Marc Lauenstein 30pxANCO         | Daniel Hubmann 30pxOL Regio Wil                                       | 9,5 km, 450 Hm, 24 P. |
| 24. Juli | Grüensee       | François Gonon 30pxO Jura Daniel Hubmann 30pxOL Regio Wil |                                  | Matthias Kyburz 30pxOLK Fricktal                                      | 7,2 km, 300 Hm, 30 P. |
| 25. Juli | Trockener Steg | Daniel Hubmann 30pxOL Regio Wil                           | Baptiste Rollier 30pxANCO        | Mårten Boström 30pxIFK Lidingö                                        | 9,1 km, 430 Hm, 25 P. |
| 26. Juli | Sunnegga       | Daniel Hubmann 30pxOL Regio Wil                           | Martin Hubmann 30pxOL Regio Wil  | Oskar Sjöberg 30pxOLG Herzogenbuchsee                                 | 6,8 km, 420 Hm, 24 P. |

### Damen
| Datum    | Ort            | 1. Platz                         | 2. Platz                       | 3. Platz                                | Anmerkungen           |
| -------- | -------------- | -------------------------------- | ------------------------------ | --------------------------------------- | --------------------- |
| 19. Juli | Zermatt        | Judith Wyder 30pxOLG Thun        | Rahel Friedrich 30pxOLG Basel  | Sara Lüscher 30pxOLC Kapreolo           | 2,1 km, 70 Hm, 15 P.  |
| 21. Juli | Stafelalp      | Simone Niggli 30pxOLV Hindelbank | Sara Lüscher 30pxOLC Kapreolo  | Mari Fasting 30pxHalden SK              | 5,5 km, 270 Hm, 15 P. |
| 22. Juli | Gornergrat     | Simone Niggli 30pxOLV Hindelbank | Sara Lüscher 30pxOLC Kapreolo  | Mari Fasting 30pxHalden SK              | 7,1 km, 300 Hm, 21 P. |
| 24. Juli | Grüensee       | Simone Niggli 30pxOLV Hindelbank | Mari Fasting 30pxHalden SK     | Sara Lüscher 30pxOLC Kapreolo           | 5,4 km, 260 Hm, 24 P. |
| 25. Juli | Trockener Steg | Simone Niggli 30pxOLV Hindelbank | Sabine Hauswirth 30pxOL Norska | Rahel Friedrich 30pxOLG Basel           | 5,8 km, 300 Hm, 21 P. |
| 26. Juli | Sunnegga       | Sabine Hauswirth 30pxOL Norska   | Sara Lüscher 30pxOLC Kapreolo  | Lilly Gross 30pxOL Zimmerberg/TG Hütten | 4,9 km, 250 Hm, 18 P. |

## Gesamtwertung
| Herren | Herren | Herren                            | Herren |
| Platz  | Land   | Athlet                            | Punkte |
| ------ | ------ | --------------------------------- | ------ |
| 1      | SUI    | Daniel Hubmann OL Regio Wil       | 4984   |
| 2      | SUI    | Baptiste Rollier ANCO             | 4890   |
| 3      | SUI    | Matthias Kyburz OLK Fricktal      | 4713   |
| 4      | SUI    | Marc Lauenstein ANCO              | 4712   |
| 5      | FIN    | Mårten Boström IFK Lidingö        | 4642   |
| 5      | SWE    | Anders Holmberg OLV Baselland     | 4642   |
| 7      | SWE    | Oskar Sjöberg OLG Herzogenbuchsee | 4625   |
| 8      | SUI    | Raffael Huber OLG Säuliamt        | 4608   |
| 9      | SUI    | Martin Hubmann OL Regio Wil       | 4584   |
| 10     | FRA    | François Gonon O Jura             | 4546   |

| Damen | Damen | Damen                              | Damen  |
| Platz | Land  | Athletin                           | Punkte |
| ----- | ----- | ---------------------------------- | ------ |
| 1     | SUI   | Simone Niggli OLV Hindelbank       | 4951   |
| 2     | SUI   | Sara Lüscher OLC Kapreolo          | 4850   |
| 3     | NOR   | Mari Fasting Halden SK             | 4734   |
| 4     | SUI   | Rahel Friedrich OLG Basel          | 4655   |
| 5     | SUI   | Sabine Hauswirth OL Norska         | 4628   |
| 6     | SUI   | Julia Gross OL Zimmerberg          | 4598   |
| 7     | NOR   | Silje Ekroll Jahren Capitol O-Team | 4403   |
| 8     | SUI   | Ines Brodmann OLG Basel            | 4356   |
| 9     | SWE   | Lilian Forsgren OK Tisaren         | 4295   |
| 10    | SUI   | Bettina Aebi OLG Herzogenbuchsee   | 4288   |